# Perfect Life

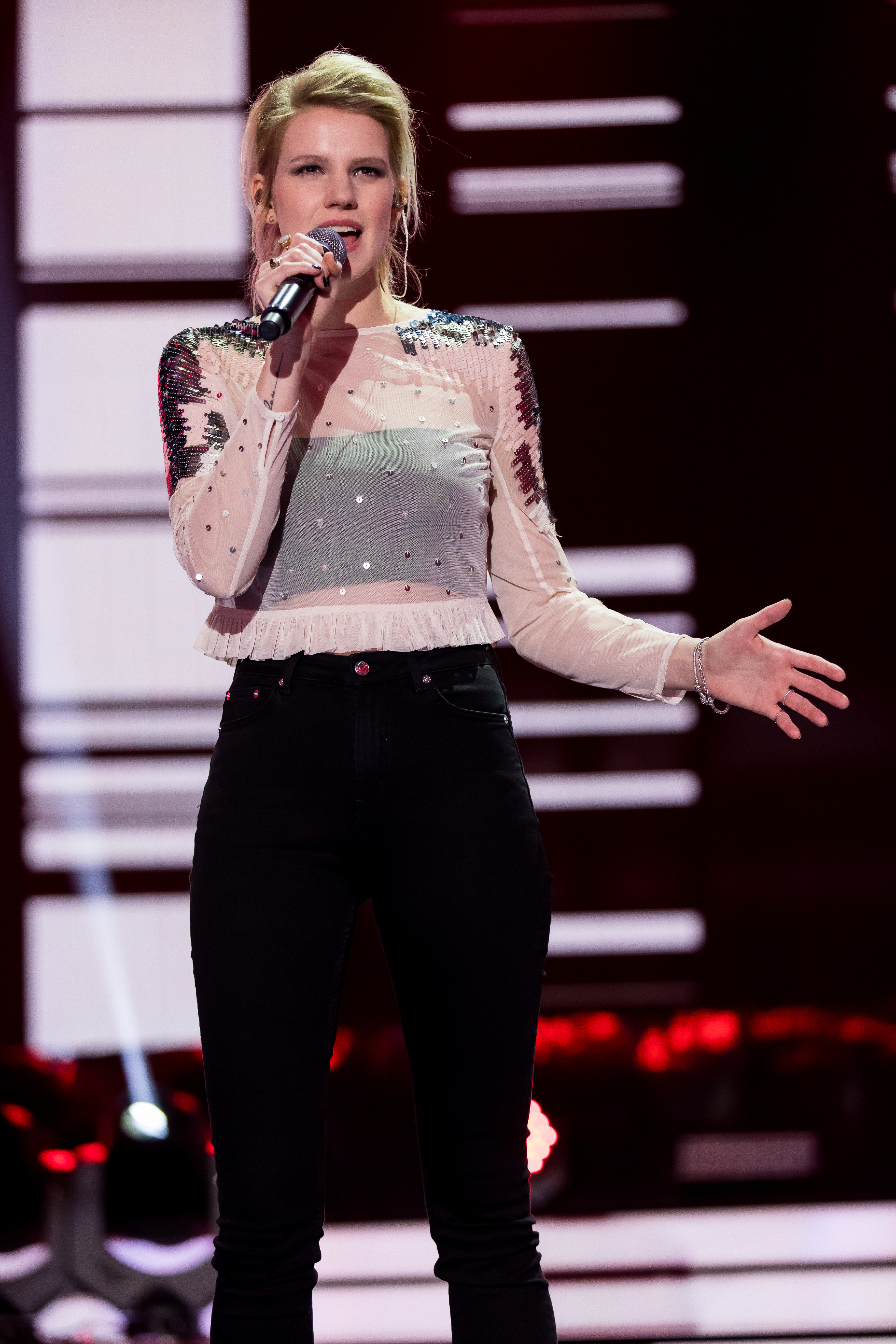
Levina, 2017

Perfect Life (Englisch für Perfektes Leben) ist ein Popsong und war der deutsche Beitrag zum Eurovision Song Contest 2017 in Kiew. Levina belegte mit dem Stück den vorletzten Platz.

## Entstehung und Veröffentlichung
Perfect Life wurde von den US-amerikanischen Songwritern Lindsey Ray, Dave Bassette und Lindy Robbins geschrieben. Robbins ist als Songschreiberin für unter anderem Jason Derulo und David Guetta bekannt. Das Stück wurde in unterschiedlichen Versionen aufgenommen, die jeweils an den Musikstil von Axel Maximilian Feige, Felicia Lu Kürbiß, Helene Nissen, Levina und Yosefin Buohler, den Teilnehmern von Unser Song 2017, angepasst wurden. Levina gewann die Vorentscheidung, und ihre Version wurde am 9. Februar 2017 über Sony Music veröffentlicht. Das Stück ist Teil ihres Debütalbums Unexpected. Am 14. Februar 2017 erschien eine leicht überarbeitete Version des Liedes. Levina erreichte am 13. Mai 2017 beim Eurovision Song Contest in Kiew mit 6 Punkten den vorletzten Platz.

## Musikalisches und Inhalt
Perfect Life ist ein Popsong. Das Tempo des Liedes liegt bei 124 Schlägen pro Minute. Lindsey Ray sagte, die Botschaft dieses Liedes sei, dass „man sich auf das Abenteuer des Unbekannten einlassen soll und dass im Endeffekt das Auf und Ab, also sowohl das Gute als auch das Schlechte, ein perfektes Leben ausmacht.“

## Rezeption
Die Kölnische Rundschau schrieb, das Stück sei „ein prima Popsong, der nicht weiter stört“. Marcel Menne von plattentests.de bezeichnete das Lied als „einen zeitgeistigen Popsong von der Stange“. Luca Wisnagrotzky, die Levinas Album Unexpected für die Webseite laut.de reviewte nannte Perfect Life einen „seichten und austauschbaren David Guetta feat. Sia-Abklatsch“.

### Plagiatsvorwurf
Bald nach Erscheinen des Stücks sorgte ein Plagiatsvorwurf auf Review-Webseiten, Blogs, Radiosendungen und Kommentaren unter dem YouTube-Upload für Aufsehen. Verglichen wurde das Lied dabei unter anderem mit Titanium des französischen DJ und Produzenten David Guetta, das von der australischen Musikerin Sia geschrieben und gesungen wurde. Der Fokus lag insbesondere auf den im Intro erklingenden Tönen beziehungsweise dessen Melodie. Zudem wurden beim Einsatz des Synthesizers und dem Aufbau des Liedes Parallelen gezogen. Der Refrain weise „frappierende melodische Ähnlichkeit“ mit dem von Aleksandra Kovač gestaltetem Lied Wild and Young auf. Levina verteidigte das Stück:

„Ich verstehe auch ein wenig, dass Leute da eine Ähnlichkeit erkennen wollen im Intro. Aber sobald die Melodie und der Gesang beginnen, ist es ein ganz anderer Song. […] Ich finde den Song toll und will ihn als eigenen Song performen – was er auch ist.“

## Chartplatzierungen
Bereits kurz nach der Veröffentlichung rückte Perfect Life bis an die Spitze der deutschen iTunes-Charts. In den offiziellen Singlecharts stieg das Lied auf Platz 28 ein und fiel nach zwei Wochen wieder hinaus. Die Platzierung war außerdem die schlechteste Platzierung eines deutschen ESC-Beitrags seit 2003, als Lou mit Let’s Get Happy die Top-100 verpasste.

## Musikvideo
Das Video wurde am 16. Februar 2017 auf dem offiziellen YouTube-Kanal des Eurovision Song Contests veröffentlicht. Es hat eine Länge von drei Minuten und sechs Sekunden und zeigt die Sängerin vor einem farbwechselnden Hintergrund. Das Musikvideo wurde innerhalb von knapp einer Woche mehrere hunderttausend Male aufgerufen.